# Disa forficaria
Disa forficaria är en orkidéart som beskrevs av Harry Bolus. Disa forficaria ingår i släktet Disa och familjen orkidéer. Inga underarter finns listade i Catalogue of Life.